# N632 (België)
De N632 is een gewestweg in de Belgische provincie Luik. De weg verbindt de N62 in Baugnez ten zuidoosten van Malmedy met de N626 bij de Duitse grens in Losheimergraben. Aan de ander kant van de grens ligt de Bundesstraße 265. De route heeft een lengte van ongeveer 24 kilometer.

## Plaatsen langs de N632
- Baugnez
- Weismes
- Weywertz
- Bütgenbach
- Büllingen
- Losheimergraben